# Johannes de Graaff
Johannes de Graaff, ook Johannes de Graeff (Sint Eustatius, 1729 - aldaar 1813), was de zoon van Simon de Graaff. Hij zetelde eerst in de raad en was later commandeur (in het algemeen spraakgebruik meestal gouverneur genoemd) van Sint Eustatius.

## Leven en werk

### Opleiding
Er is geen enkele aanwijzing voor een verwantschap met het beroemde patriciërgeslacht De Graeff uit Amsterdam. Johannes de Graaff huwde Maria Heyliger, de dochter van oud-commandeur Abraham Heyliger, en was een van de rijkste planters en kooplieden van het eiland, dat destijds de gouden rots werd genoemd. Lodewijk van Bylandt, de schout-bij-nacht, schrijft, dat De Graaff velen van zich afhankelijk heeft gemaakt door het geven van geld op hun plantages. Zijn strategie was om weduwen van planters in het onderhoud te voorzien, met als voorwaarde dat na overlijden van de weduwe de plantage zijn eigendom zou worden, zo werd hij de grootste grondbezitter van het eiland met ook de meeste slaven.

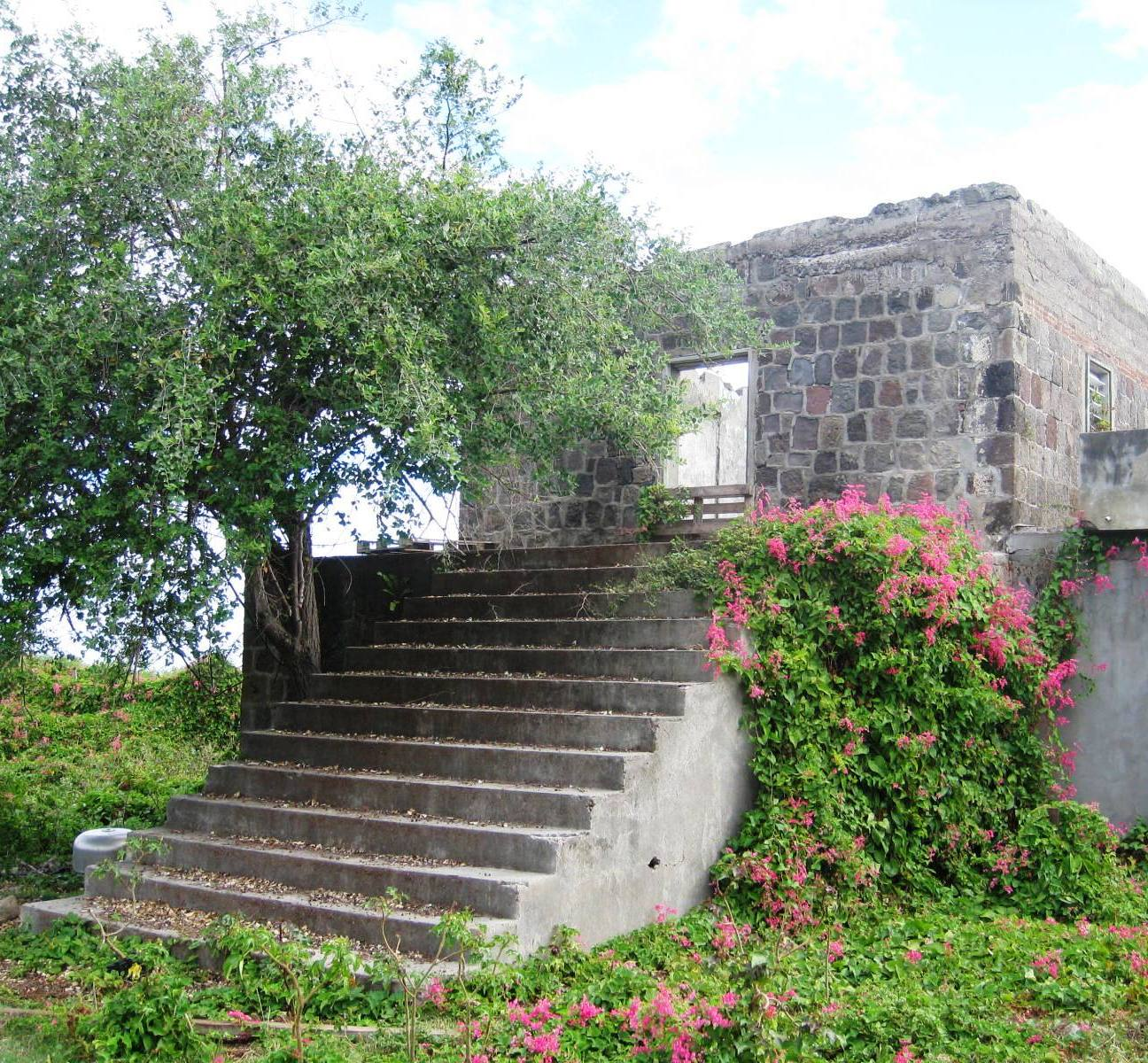
De ruïne van De Graaffs plantage 'Graavindal' in St. Eustatius

Het eiland Sint Eustatius maakte door handel op Zuid- en Noord-Amerikaanse koloniën en tot groot ongenoegen van Engeland ook door smokkel van wapens en geld een grote bloei door. Via het eiland werden grote sommen gelds overgemaakt tussen Frankrijk, Nederland en de Verenigde Staten. In tijden van oorlog beleefde het eiland een toenemende welvaart.
Op 15 juli 1751 werd Johannes de Graaff, wiens vader raadslid van Sint Eustatius was, bij terugkeer op zijn geboorte-eiland uit Holland, door de West-Indische Compagnie tot secretaris van Sint Eustatius gekozen, en op 5 september 1776 werd hij ingezworen als opvolger van commandeur Heyliger, nadat hij al meer dan 24 jaar op het eiland werkzaam was geweest als secretaris en raad voor het lokale bestuur. Zijn eerste activiteit als commandeur was de opening van de haven voor Noord-Amerikaanse schepen.

### Het eerste saluut

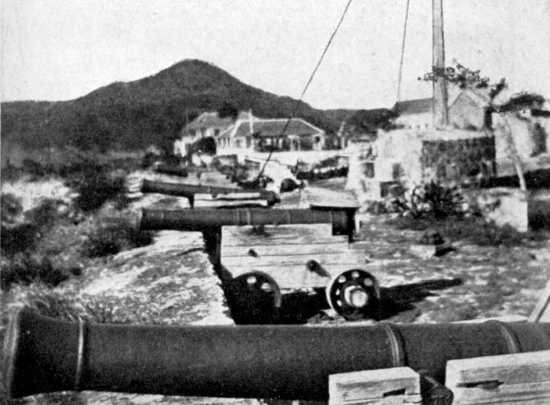
Oude kanonen van Fort Oranje in 1911

Johannes de Graaff is vooral bekend vanwege de zogenaamde "First Salute," het vanaf Fort Oranje afgevuurde saluut aan het Amerikaanse marineschip de Andrew Doria, dat op 16 november 1776 de rede van Sint Eustatius opvoer met aan boord de Amerikaanse onafhankelijkheidsverklaring. De Graaff besloot het saluut van het Amerikaanse fregat te beantwoorden met elf saluutschoten;. De Amerikanen interpreteerden het onmiddellijk als de eerste erkenning door een buitenlandse mogendheid van hun onafhankelijkheid en De Graaff werd als held geëerd. Voor de Engelsen was deze "begroeting van de nieuwe Amerikaanse vlag" een zoveelste affront bovenop de steun die de opstandige koloniën vanaf het eiland werd verleend. Het was een van de aanleidingen voor de Vierde Engelse Oorlog (1780-1784) tussen de Republiek der Verenigde Nederlanden en Groot-Brittannië.
Onder druk van de Engelsen is De Graaff ter verantwoording naar de Republiek ontboden, maar hij werd van alle blaam gezuiverd nadat zijn visie was gehoord.

### Terug naar Sint Eustatius

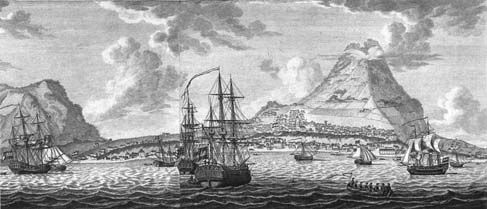
Gezicht op de rede van Sint Eustatius, graveur C.F. Bendorp I, 1781

In december 1780 verklaarde Engeland de oorlog aan de Republiek, die neutraliteit en vrijheid van handel voorop stelde. De Vierde Engels-Nederlandse Oorlog leidde in februari 1781 tot de bezetting van Sint Eustatius door de Britse admiraal George Brydges Rodney. Er was nauwelijks enige militaire bezetting op het eiland en De Graaff gaf zich binnen een uur over. Het hele eiland werd afgezocht naar kostbaarheden.  De Graaff en een gedeelte van de mannelijke joodse bevolking moesten het eiland binnen een dag verlaten, de joodse mannen werden overgebracht naar St. Kitts, de Graaff moest mee naar Londen. De admiraal had zijn troepen de joodse bannelingen laten fouilleren, vanwege goudstukken die zij in hun kleding verstopt hadden.  De buit van Rodney werd met een ander schip naar Engeland gestuurd, maar werd onderweg door de Fransen gekaapt zodat Rodney zijn fortuin kwijt was. Rodney raakte vervolgens in allerlei processen verwikkeld omdat hij ook goederen van Engelse kooplieden had geconfisqueerd.
Eind 1781 keerde De Graaff naar Sint Eustatius terug, waar hij in 1813 overleed.